# Garcia de Resende

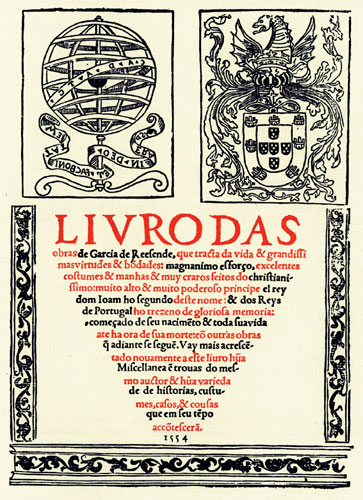
Garcia de Resende:
„Das Buch der Taten“
(Livro das obras)

Garcia de Resende (* um 1470 in Évora; † 1536 ebenda) war ein portugiesischer Höfling, Chronist und Dichter, der sogar als Architekt gearbeitet haben soll. Die besondere Bedeutung Garcia de Resendes liegt nicht allein in seiner Tätigkeit als herausragender Chronist mehrerer Herrscher Portugals, sondern auch in der erstmaligen Zusammenstellung von portugiesischen Gedichten des ausgehenden Mittelalters und der Frühen Neuzeit auf der iberischen Halbinsel, wodurch die Schriftsprache und der Buchdruck seines Heimatlandes zusätzliche Impulse erhielt.

## Leben

### Ein Leben als erster Höfling portugiesischer Könige

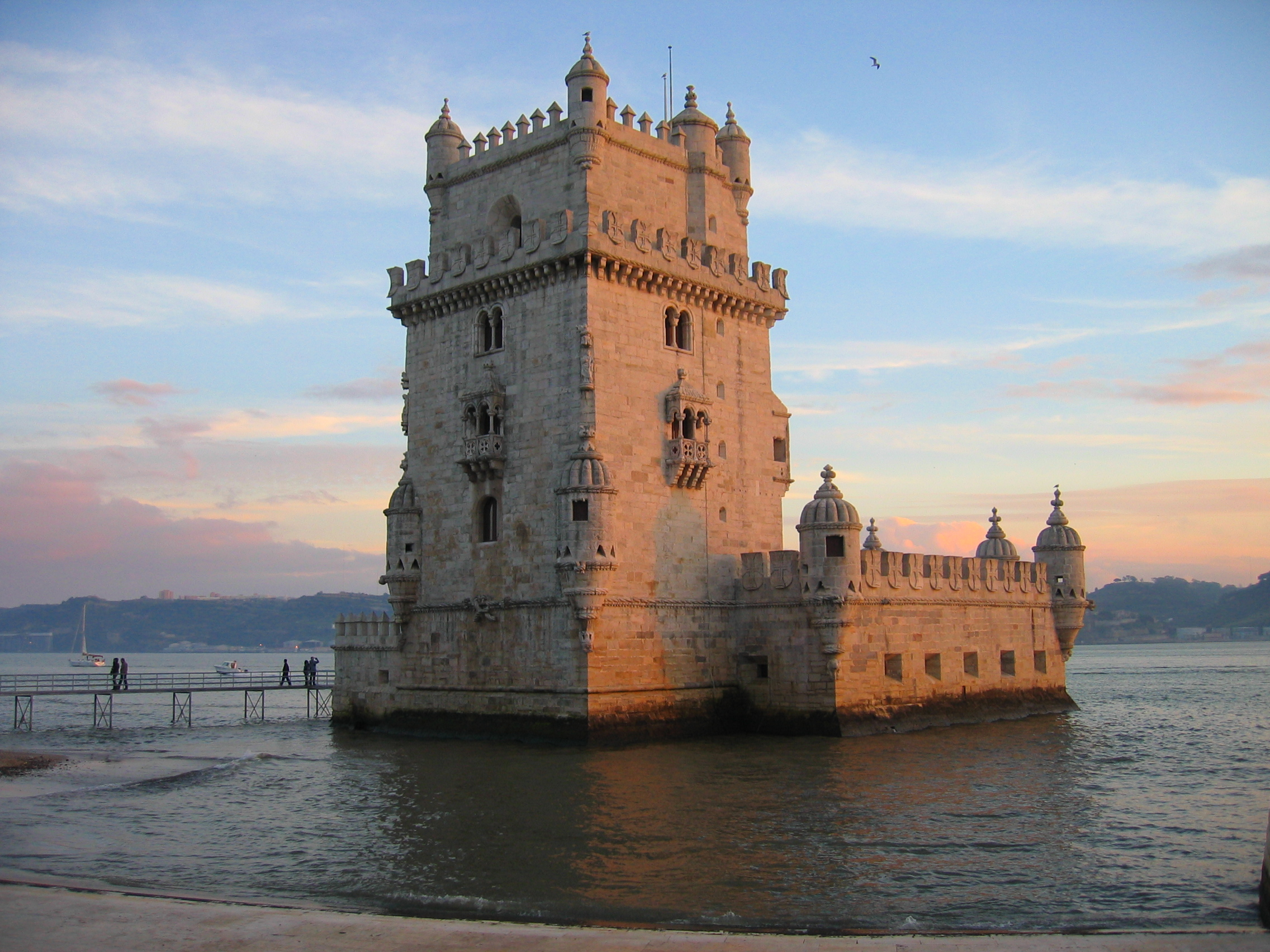
Torre de Belém, Lissabon

Resende wurde in Évora geboren. Der Neffe des Rechtsgelehrten Desembargador und späteren Großkanzlers Rui Boto, diente bereits im Kindesalter am königlichen Hof als Page oder Edelknabe (moço da camara). Resende selbst bezeichnete später in seinen Schlussversen der Miscellanea seine Bildung bescheiden als rudimentär, muss aber als Höfling eine besondere humanistische Bildung genossen haben, da er in Spanien bei Antonio de Nebrija studiert hat. Später arbeitete er als Chronist und seit 1491 als Privatsekretär des portugiesischen Königs Johann II. (moço da escrevinha), dessen Vertrauter er als späterer Kammerherr (fidalgo da casa del rey) war und dessen Bündnistreue zum französischen König Karl VIII. er besonders betonte. Überraschenderweise nennt man ihn in dieser Phase vereinzelt auch als entwerfenden Architekten des Festungsturms von São Vincente, die so genannte Torre de Belém, der aufgrund des Todes des Monarchen erst zwischen 1514 und 1521 durch Francisco de Arruda ausgeführt wurde.
Er blieb Höfling während der Herrschaft der Könige Manuel I. und Johann III. und begleitete 1514 den portugiesischen Gesandten Tristão da Cunha auf einem Besuch zu Papst Leo X. Resende galt als sprach- und kulturgewandter Höfling, der dank seiner Verdienste, Jovialität und Vielseitigkeit zum Ritter des Christusordens und Fidalgo des königlichen Hofes ernannt wurde. Interessanterweise war Resende einer der ersten Autoren, der den Begriff Policia in seinen Schriften Crónica de D. João II und Miscelânea e Variedade de Histórias erwähnte, die er bereits zwischen 1530 und seinem Tode verfasste, aber erst posthum gedruckt wurden.
In einer neueren Studie über „Schwarzafrikaner“ in der europäischen Renaissance wird ein markantes Gedicht Resendes aus Miscelânea e Variedade de Histórias als Beleg dafür genannt, dass manche portugiesischen Adeligen sich aufgrund des florierenden Sklavenhandels auf der iberischen Halbinsel und der gleichzeitigen Emigration nahezu entfremdet vorkamen. Andererseits glorifizierte de Resende in einem weiteren Gedicht die Christianisierung der Bevölkerung des heutigen Guinea, da angeblich deren König darum gebeten habe.
Resendes „Crónica de D. João II“ (1545) bezieht sich auf eine frühere, die „Riu de Rina“ verfasste. Allerdings enthält sie persönliche Anekdoten und einige Beschreibungen von Resendes Zeitalter. Seine „Miscelânea e Variedade de Histórias“ (1554) geben einen Überblick über das gesellschaftliche Leben und über wichtige zeitgenössische Ereignisse, wie z. B. den Abschluss der Reconquista, die überseeische Expansion und die Reformation. Die Chroniken sind zudem eine der Primärquellen zu den letztendlich gescheiterten Verhandlungen des Christoph Kolumbus mit der portugiesischen Krone und dem damaligen Handel in Übersee.

### Die erste portugiesische Liedersammlung – DerCancioneiro Geral

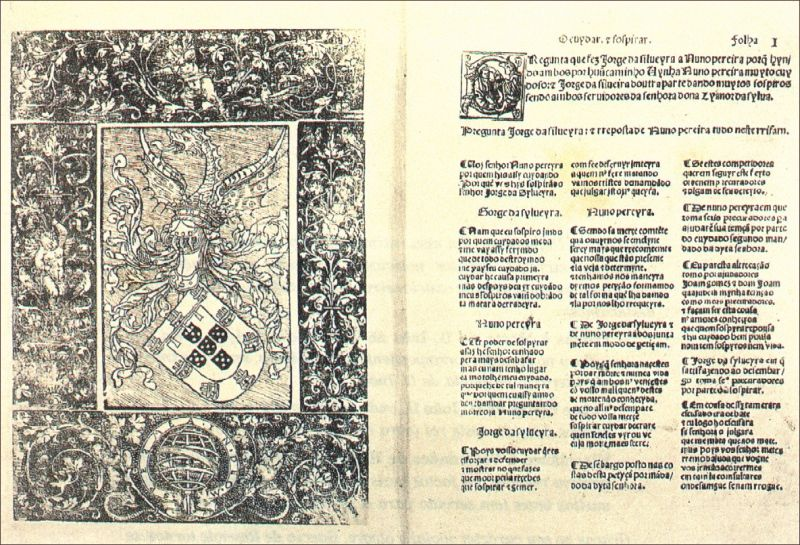
„Cancioneiro Geral“, Titelvorsatzblatt und erste Seite, 1516

Im „Cancioneiro Geral“ (dt. Allgemeines Liederbuch) (1516) sammelte Resende eigene und andere Gedichte von 286 Poeten, die in der Zeit zwischen 1449 und 1516 entstanden waren. Das Erscheinen dieser Kompilation als gedrucktes Buch zu jenem Zeitpunkt ist an sich schon etwas Besonderes, da in Portugal bis 1536 insgesamt lediglich acht Werke in Druck vorgelegt wurden. Garcia de Resende orientierte sich bei der Zusammenstellung der Liedersammlung an den älteren, aber weniger umfangreicheren kastilischen Vorbilder von Baena (1445), Stuñiga (1458) und der maßgeblichen Vorgabe des Hernando de Castillo von 1511. Dieses Werk ist heute eine Hauptquelle für die Renaissance der portugiesischen Poesie, da sie Resende gewissermaßen eben nicht nur zum Vergnügen des Kronprinzen Johann, sondern eben auch „als Vermächtnis der zu Ende gehenden mittelalterlichen Kulturepoche“ angelegt hatte. Bei der Sammlung hatte Resende nicht allein auf bereits bekannte oder veröffentlichte Gedichte zurückgegriffen. So schrieb er die adeligen oder höfischen Amateurdichter seiner Zeit oder Nachfahren derselben an, um an eventuell sonst verloren gegangenes Dichtgut zu gelangen. Eine systematische Anordnung oder Redigierung der Lyrik, die man bezeichnenderweise zuvor noch arte de trovar genannt hatte, nahm er jedoch nicht vor. Der Dichter, der ebenso zum ausgehenden Mittelalter passend noch Trovador genannt wird, dichtete zuvor meist Liebes- (cantigas de amor) oder Spottlieder (cantigas de escarnho e maldiver), die den Hauptteil früherer Sammlungen ausmachten. Resende hatte offenbar die Manuskripte nach dem Zufall der Einsendung an die Druckerei des aus Deutschland stammenden Hermann aus Kempten am Rhein weitergesandt. Neuere Gruppierungen seines Werkes sind die geselligen Scherz- und Spottgedichte, cousas del folgar, wie ihr Gegenstück, die Lob- und Huldigungslieder auf dei Damen, louvores. Da Resende weder ein Inhaltsverzeichnis noch ein Register dem Leser an die Hand gab, ist die Übersicht erschwert.
Dennoch steht seine Arbeit aufgrund ihres Umfangs und Ansatzes im iberischen Raum lange Zeit ohne Nachfolger dar, da sie für die nachfolgenden Generationen von Sprach- und Literaturwissenschaftlern eine Fülle von Analyse- und Interpretationsmaterial bereitstellte.
So bietet der „Cancioneiro Geral“ das erste überlieferte Beispiel der iberoromanischen Kreolsprache Papiamento in der Veröffentlichung eines Lobgedichts des Fernão da Silveira für einen fiktiven König von Sierra Leone aus Anlass einer königlichen Hochzeit, das zwischen 1455 und 1493 entstanden sein muss. Obwohl Resende selbst völlig frei von der übrigen portugiesischen Begeisterung für die Erschließung überseeischer Handelswege war, finden sich darüber etliche Gedichte seiner Epoche, die wie Francisco de Sousa die Liebe zur See oder das Sehnen nach fernen Ländern in Indien oder Asien illustrierte. Dabei feierten die Dichter allgemein die vermeintlichen Helden der überseeischen Eroberungszüge in ihren Versen. Aufgrund ihrer persönlichen Bekanntschaft mit einem Vasco da Gama, Francisco de Almeida, Afonso de Albuquerque oder Diogo Lopes de Sequeira ergeben sich für die heutige Analyse Rückschlüsse auf biografische Details, die in zeitgenössischen Berichten jener Zeit oft unerwähnt blieben. So betonte Resende als Kenner des Hofes die enge Beziehung da Gamas zum König deutlicher als die offiziellen Quellen in seinen Gedichten.
Anders als der Cancionero des Spaniers Fernando del Castillo, der bereits sehr schnell eine zweite Auflage und auch weitere Auflagen in den folgenden Jahrhunderten erfuhr, erlebte der „Cancioneiro Geral“ bis ins 19. Jahrhundert keine weitere Auflage, obwohl er sich breiter Beliebtheit erfreute. Davon waren bereits Mitte des 19. Jahrhunderts lediglich noch ein paar Exemplare, von denen einige selbst nur noch in Fragmenten vorhanden waren, allgemein zugänglich. Von den vier in Portugal verbliebenen Exemplaren, jeweils eins in der Bibliothek des ehemaligen Klosters das Necessidades in Lissabon, in der königlichen Bibliothek und der Bank sowie der Universitätsbibliothek Coimbra, waren nur zwei vollständig. Ein unvollständiges Exemplar war bereits Anfang des 19. Jahrhunderts in eine damals unbekannte Bibliothek nach England gelangt, während die königliche Bibliothek in Madrid eine Teilabschrift besaß. Die deutsche Edition von 1846 gelang dem Literarischen Verein Stuttgart nur dank der Genehmigung des portugiesischen Königs Ferdinand II. auf der Basis des vollständigen Exemplars aus der Bibliothek das Necessidades. Erst im Folgejahr veröffentlichte der Verlag die Neuauflage der Carmina Burana.

### Garcia de Resendes kulturelle Bedeutung
Garcia de Resende war außerdem im kulturellen Leben seiner Zeit fest verwurzelt und als geistige Größe allgemein akzeptiert. Der ambitionierte Diplomat und Historiker Damião de Góis widmete daher die erste Übersetzung der Dialoge Cato maior de senectute Marcus Tullius Ciceros ins Portugiesische ausdrücklich seinem älteren Landsmann Resende. Als Kosmopolit mit vielfältigen Beziehungen sorgte der vielleicht wichtigste Höfling Portugals mit seinen Werken für die Übersetzung der portugiesischen Gedichte in die Italienische Sprache, von deren Gedichttraditionen sie zum Teil beeinflusst worden war, und ihre Akzeptanz am spanischen Hof. Nicht umsonst hatte de Resende neben einer Vielzahl von portugiesischen Dichtern rund 26 kastilische Poeten, wie zum Beispiel Juan de Mena oder Jorge Manrique, in seine Liedersammlung aufgenommen. Joseph F. O’Callaghan sah dennoch keinen vergleichbaren portugiesischen Poeten zu Santillana – ohne jedoch konkrete Beispiele zu nennen, da er allein aus spanischer Perspektive interpretierte.

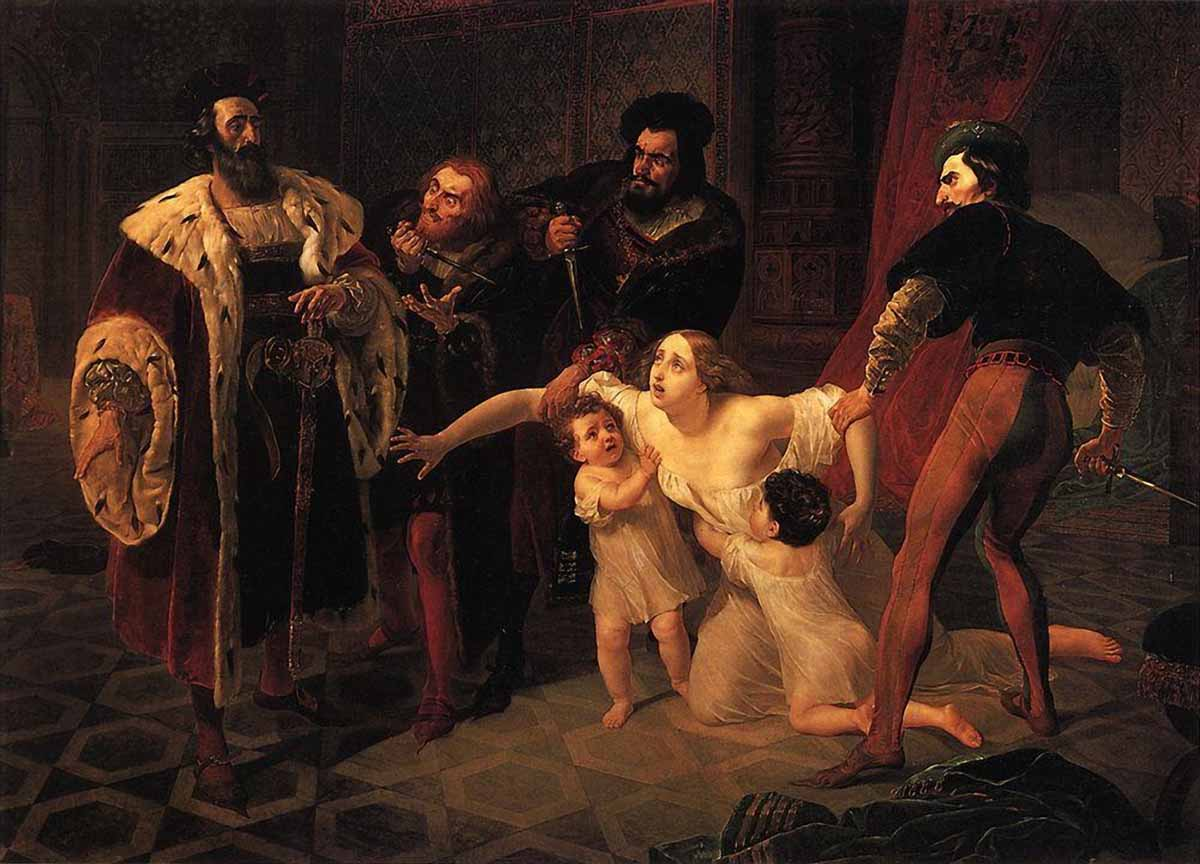
Historiengemälde von Karl Briullov zur Ermordung der Inês de Castro, 1834

Selbst musikhistorisch ist Resende von Interesse, da seine poetische Variation des Inês-de-Castro-Stoffes, der ursprünglich bereits von seinem Landsmann Fernão Lopez um 1400 in seiner Crónica del Rey Pedro I (gedruckt erst 1735) verwendet wurde, bis zum geplanten Projekt Giacomo Meyerbeers und seines Libretto-Autors Gaetano Rossi wirkte. Des Weiteren galt Garcia de Resende am Hof als begnadeter Gitarrenspieler,  der einige seiner eigenen Gedichte selbst vertont haben soll.
Abschließend mag das schwärmerische Urteil Bellermanns von 1840 den Menschen de Resende greifbarer machen: „So wie Garcia de Resende von seinen königlichen Gebietern geschätzt wurde, so beliebt war er auch am ganzen Hofe, dem er sich durch seine heitere Gemüthsart und seine geselligen Talente angenehm und nützlich machte. An ihn wandte man sich, wenn ein geschmackvolles Fest gefeiert oder in geistreiches Spiel angegeben werden sollte. Eben so zeichnen sich auch seine Verse durch klare und sichere Darstellung, Wahrheit des Gefühlts und Leichtigkeit des Reimes aus. Seine Trovas auf den Tod der Ines de Castro gehören durch ihre rührende Einfachheit und Natürlichkeit zu den besten des Cancioneiro (…). Eine Schilderung des Hofes, die er in einem poetischen Sendschreiben einem Freunde giebt, ist sehr freimüthig und mit lebendigen Zügen entworfen.“ Denn somit hatte Bellmann bereits über 100 Jahre vor Norbert Elias den nahezu perfekten Höfling in der Zelebrierung des höfischen Festes beschrieben.

### Nachleben
Garcia de Resende soll außerdem die Kapelle des Klosters Espinheiro in der Nähe Évoras entworfen haben, wo er nach seinem Tode seine letzte Ruhestätte fand.
Sein Neffe André de Resende (um 1500 bis 1573), ein Dominikaner, gilt als bedeutender Humanist und Begründer der Archäologie in Portugal.
In der Stadt Évora kann man noch heute Garcia de Resendes architektonisch interessantes Wohnhaus, Casa de Garcia de Resende, mit dem charakteristischen manuelitischem Fenster (Janela) bewundern. 1988 verewigte die  CTT Correios de Portugal dieses Fenster sogar auf einer Briefmarke. Das historische städtische Theater seiner Heimatstadt aus dem 19. Jahrhundert wurde zudem nach ihm benannt, obwohl manche hier eher die Namensgebung durch den Dramatiker Gil Vicente erwarten würden, der 1536 in Évora verstarb.

## Werke
- Cancioneiro Geral, 1516.
- Chroniques de Garcia de Resende, João Barros et al.
- Crónica del Rey Dom João II. 1545; Ausgabe 1798; archive.org.
- Miscelânea e Variedade de Histórias. 1554.
- Vida e feitos de´l rey Dom João Segundo. In: E. Verdelho (Hrsg.): Livro das obras de Garcia de Resende. Lissabon 1994.

in deutscher Edition:
- Eduard H. von Kausler (Hrsg.): Cancioneiro Geral. Altportugiesische Liedersammlung des Edlen Garcia de Resende. Bibliothek des literarischen Vereins Stuttgart 15, Stuttgart 1846–1852; Band 1: archive.org – Band 2: archive.org – Band 3

neuere Editionen:
- Álvaro J. da Costa Pimpão, Aida Fernanda Dias (Hrsg.): Cancieoneira Geral de Garcia de Resende (1516). 2. Bände. Coimbra 1973.